# Каналь Гонсалес, Леонардо
Леонардо Каналь-Гонсалес (исп. Leonardo Canal González, 6 ноября 1822—1894) — колумбийский военный и политик.

## Биография
Родился в 1822 году в Памплоне. Изучал юриспруденцию в Боготе в Высшем колледже дель Росарио, в котором впоследствии стал заместителем ректора.
Когда в 1860 году в стране началась гражданская война, президент Оспина назначил Каналя губернатором Федерального штата Сантандер, однако Каналь был разбит Гутьерресом.
В 1861 году истёк президентский срок Мариано Оспины. Так как идущая гражданская война не давала возможности провести президентские выборы, то с 1 апреля 1861 года в соответствии с Конституцией 1858 года новым президентом страны стал генеральный инспектор страны Бартоломе Кальво, который назначил Каналя военным министром. После того, как Кальво был захвачен повстанцами, находившийся в Нариньо Каналь объявил себя новым главой исполнительной власти. 26 июля он объявил Пасто новой политической столицей страны. Так как Конституция запрещала одновременно возглавлять и страну, и армию, то 6 ноября 1862 года Каналь передал президентские полномочия министру внутренних дел Мануэлю дель Рио де Нарваэсу.
30 декабря 1862 года войска Каналя капитулировали, и 16 января 1863 года он подписал соглашение с главой повстанческого правительства Москерой, по которому ему позволялось уехать в Перу.
В 1876 году Каналь принял участие в новой гражданской войне. В 1885 году стал командующим резервной армией. В 1890 году президент Ольгин ввёл его в кабинет министров.